# Cercis
Cercis este un gen de plante din familia  Fabaceae.

## Specii
Cuprinde circa 7 specii.